# Wiley Ford
Wiley Ford es un lugar designado por el censo ubicado en el condado de Mineral en el estado estadounidense de Virginia Occidental. En el Censo de 2010 tenía una población de 1026 habitantes y una densidad poblacional de 137,5 personas por km².

## Geografía
Wiley Ford se encuentra ubicado en las coordenadas 39°36′55″N 78°45′41″O / 39.61528, -78.76139. Según la Oficina del Censo de los Estados Unidos, Wiley Ford tiene una superficie total de 7.46 km², de la cual 7.46 km² corresponden a tierra firme y (0%) 0 km² es agua.

## Demografía
Según el censo de 2010, había 1026 personas residiendo en Wiley Ford. La densidad de población era de 137,5 hab./km². De los 1026 habitantes, Wiley Ford estaba compuesto por el 99.03% blancos, el 0.39% eran afroamericanos, el 0.19% eran amerindios, el 0.1% eran asiáticos, el 0% eran isleños del Pacífico, el 0.1% eran de otras razas y el 0.19% pertenecían a dos o más razas. Del total de la población el 0.29% eran hispanos o latinos de cualquier raza.